# Білики (Чернігівський район)
Бі́лики — село в Україні, у Остерській міській громаді Чернігівського району Чернігівської області. Населення становить 146 осіб. (199 осіб на 01.01.2014 р.). До 2020 року орган місцевого самоврядування — Остерська міська рада.

## Історія
Село засноване 1560 року.
На мапі Шуберта 1869 року на місці села позначено Нові Білики. Старі Білики, поряд з р.Десна - не існують.
12 червня 2020 року, відповідно до розпорядження Кабінету Міністрів України № 730-р «Про визначення адміністративних центрів та затвердження територій територіальних громад Чернігівської області», увійшло до складу Остерської міської громади.
19 липня 2020 року, в результаті адміністративно-територіальної реформи та ліквідації Козелецького району, село увійшло до складу новоутвореного Чернігівського району Чернігівської області.

## Населення

### Мова
Розподіл населення за рідною мовою за даними перепису 2001 року:
| Мова       | Кількість | Відсоток |
| ---------- | --------- | -------- |
| українська | 304       | 95.9%    |
| російська  | 13        | 4.1%     |
| Усього     | 317       | 100%     |